# مفطورة بطية
مفطورة بطية (الاسم العلمي: Mycoplasma anatis) هي نوع من البكتيريا تتبع جنس المفطورة من فصيلة المفطورات.